# Endrosa sulphurea
Endrosa sulphurea là một loài bướm đêm thuộc phân họ Arctiinae, họ Erebidae.